# Мелихова, Ольга Вильгельмовна
Ольга Вильгельмовна Мелихова (28 сентября 1961, Ленинград) — советская и российская актриса театра и кино.

## Биография
Она закончила в 1982 году Ленинградский институт культуры, отделение — режиссура драмы и свою кинокарьеру она начала, будучи студенткой именно этого ВУЗа.
Была ведущей актрисой Ленинградского молодежного театра на Фонтанке.
Режиссер Виктор Аристов пригласил её на главную роль Вари Березиной в своем фильме-мелодраме «Тростинка на ветру». Яркими работами, принесшими молодой актрисе успех и популярность, стали роли Кати Котовой в фильме Виктора Титова «Отпуск за свой счёт» (1981) и Зины — помощницы профессора Преображенского в картине Владимира Бортко «Собачье сердце» (1988).
В 1980-90-х годах — актриса Ленинградского государственного молодёжного театра на Фонтанке. Сыграла во множестве спектаклей, в числе которых:

- Полина, родственница генерала. Инсценировка в 2 действиях «Из записок молодого человека» (по роману Ф. М. Достоевского «Игрок»). Постановщик и автор инсценировки — Ефим Падве.
- Спектакль — концерт «Звучала музыка в саду». Постановка Е. М. Падве.
- Ольга, дочь Першина, режиссёр телевидения. Спектакль «Эксперимент» (В. Черных, М. Захаров). Постановка Е. М. Падве.
- Галка-малярка, 20 лет. Спектакль «Пять углов» (пьеса С. Коковкина). Постановка Е. М. Падве.
- «Утиная охота» А. Вампилова. Постановка Е. М. Падве.

Несмотря на успешную актёрскую карьеру, Ольга решила изменить свою судьбу. В документальном фильме «Актёры одной роли» (Первый канал, 2008) актриса рассказывает, что в сложный для страны постперестроечный период в обществе царила депрессия, жить было очень трудно и люди не ходили в театр. В 1993 году она покинула сцену и, последовав рекомендации подруги, устроилась в качестве менеджера в крупную компанию по продаже мебели (в этой компании она работала и на момент съёмок фильма — в должности управляющего).
Помогла решить проблему с отоплением пос. Ленинское, чему способствовала статья в газете «Деловой Петербург».
Проживает в Финляндии. Хобби — живопись.

## Работы в кино
Приписываемые Ольге Мелиховой роли в сериалах «Закон и порядок: Преступный умысел», «Безмолвный свидетель-3» (2009), «Попытка Веры» (2010) и ряде других — ошибка. В этих фильмах снималась другая актриса — тёзка Ольги Мелиховой.
- 1980 — Тростинка на ветру — Варя Берёзина.
- 1981 — Отпуск за свой счёт — Катя Котова.
- 1982 — Желаю Вам…(Провинциальная сказка) (комедийный короткометражный фильм режиссёра Юрия Мамина) — Вера, невеста в ЗАГСе (нет в титрах).
- 1984 — Два гусара — Лиза.
- 1985 — Володя большой, Володя маленький — Софья Львовна.
- 1986 — Знаю только я (режиссёр Карен Геворкян) — Лена, дочь Виктора Шереметьева.
- 1988 — Собачье сердце — Зина.